# Església de Santa Maria Estrella del Mar
L'Església de Santa Maria Estrella del Mar és una obra de Sitges (Garraf) inclosa a l'Inventari del Patrimoni Arquitectònic de Catalunya.

## Descripció
Petita església del poble del Garraf totalment arrebossada en blanc. Hi ha un campanar de base quadrada al costat del portal d'entrada a la façana principal.
L'edifici es cobreix amb volta i teulada a doble vessant perpendicular a la façana principal.